# Liste der Baudenkmäler in Hohenwart

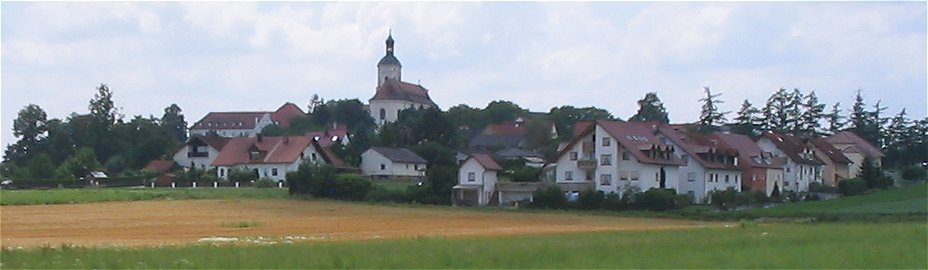
Kloster Hohenwart

Auf dieser Seite sind die Baudenkmäler in dem oberbayerischen Markt Hohenwart zusammengestellt. Diese Tabelle ist eine Teilliste der Liste der Baudenkmäler in Bayern. Grundlage ist die Bayerische Denkmalliste, die auf Basis des Bayerischen Denkmalschutzgesetzes vom 1. Oktober 1973 erstmals erstellt wurde und seither durch das Bayerische Landesamt für Denkmalpflege geführt wird. Die folgenden Angaben ersetzen nicht die rechtsverbindliche Auskunft der Denkmalschutzbehörde.

## Ensembles

### Ensemble Kapellenstraße
Das Ensemble umfasst die platzartige Erweiterung im Nordwesten der Kapellenstraße mit seiner umgebenden Bebauung. Diese reicht im Westen bis zur ehemaligen Befestigung von Hohenwart und wird von der Pfarrkirche Mariä Verkündigung mit dem angebauten Torhaus und dem einstigen Siechhaus abgeschlossen.

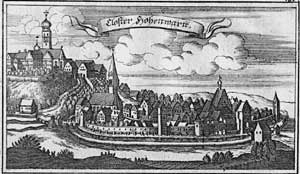
Hohenwart, Stich von Ertl

Der Marktort ist eng mit dem 1074 gegründeten, ehemaligen Benediktinerinnenkloster Hohenwart verbunden, vor dem sich bald eine kleine Siedlung entwickelte. Diese wurde wahrscheinlich bei einer Feuersbrunst zerstört und so entstand ab 1409 das jetzige Hohenwart etwas südlich, am Fuß des Klosterbergs. Der Grundriss der ehemals befestigten Marktsiedlung zeigt im Wesentlichen parallel verlaufende, ost-west gerichtete Straßenachsen, die auf eine planmäßige Anlage schließen lassen.
Der Markt wurde mehrfach geplündert und verwüstet (1220, 1546, 1632) und das Kloster schließlich 1803 säkularisiert. Die Straßenfronten im Bereich der platzartig erweiterten Kapellenstraße werden von ein bis zweigeschossigen Satteldachbauten des 18. und 19. Jahrhunderts in halboffener Bauweise gebildet. Durch unterschiedliche Gebäudebreiten, Stockwerks- und Giebelhöhen, der zum Teil traufständigen und zum Teil giebelständigen Häuser, wird der Eindruck von Vielfalt vermittelt. Die verputzten Gebäude zeigen insgesamt architektonische Proportionen einer bürgerlichen Marktsiedlung.
Straßenbild beherrschend ist die Pfarrkirche Mariä Verkündigung, mit ihrem aus der ersten Hälfte des 15. Jahrhunderts stammenden Turm, die aus der Häuserfront heraustritt.
Störend wirkt sich der in städtebaulich wichtiger Lage errichtete Neubau (anstelle eines Vorgängerbaus) am Übergang von der platzartigen Erweiterung zum schmäleren Teil der Kapellenstraße, auf das Ensemble aus.
Aktennummer: E-1-86-128-1

### Ensemble Marktplatz/Unterer Markt
Der langgestreckte Marktplatz ist vorwiegend mit giebelständigen Häusern bebaut, während der Untere Markt eine überwiegend traufständige Bebauung aufweist. Aktennummer: E-1-86-128-2.

## Baudenkmäler nach Ortsteilen

### Hohenwart
| Lage                           | Objekt                                        | Beschreibung | Akten-Nr.              | Bild                                          |
| ------------------------------ | --------------------------------------------- | --- | ---------------------- | --------------------------------------------- |
| Kapellenstraße 12 (Standort)   | Bürgerhaus                                    | zweigeschossiger, verputzter Mansardwalmdachbau mit rustiziertem Erdgeschoss und Zwerchgiebel über sehr flachem Mittelrisalit, um 1800 | D-1-86-128-6 Wikidata  | BW                                            |
| Kapellenstraße 15 (Standort)   | Bürgerhaus                                    | erdgeschossiger, giebelständiger Satteldachbau mit Schweifgiebel, 18./19. Jahrhundert | D-1-86-128-9 Wikidata  | BW                                            |
| Kapellenstraße 16 (Standort)   | Wohnhaus                                      | erdgeschossiger, giebelständiger Steilsatteldachbau mit Giebelaufsatz, Anfang 19. Jahrhundert | D-1-86-128-10 Wikidata | BW                                            |
| Kapellenstraße 17 (Standort)   | Bürgerhaus                                    | erdgeschossiger, giebelständiger Steilsatteldachbau, 19. Jahrhundert | D-1-86-128-11 Wikidata | BW                                            |
| Kapellenstraße 18 (Standort)   | Bürgerhaus                                    | zweigeschossiger, traufseitiger Satteldachbau mit giebelbekröntem Bodenerker und stichbogiger Durchfahrt, Anfang 19. Jahrhundert, östlicher Teil wohl 2. Hälfte 19. Jahrhundert                                                                                                   | D-1-86-128-12 Wikidata | BW                                            |
| Kapellenstraße 22 (Standort)   | Bürgerhaus                                    | zweigeschossiger, traufseitiger Satteldachbau mit Putzgliederung im Obergeschoss, Mitte 19. Jh., im Kern um 1800 | D-1-86-128-87          | BW                                            |
| Kirchstraße 9 (Standort)       | Ehemals Spital oder Siechenhaus               | zweigeschossiger, traufseitiger Satteldachbau mit Eckrustika und rekonstruierter Fassadenmalerei, Stiftungstafel bezeichnet 1531 und 1835 | D-1-86-128-14 Wikidata | BW                                            |
| Kirchstraße 9 a (Standort)     | Markttor                                      | zweigeschossiger, verputzter Backsteinbau mit Treppengiebeln, rundbogiger Durchfahrt und Maßwerk-Blendbogenreihe an der Ostseite, 15. Jahrhundert | D-1-86-128-4 Wikidata  | weitere Bilder                                |
| Kirchstraße 13 (Standort)      | Katholische Filialkirche Mariä Verkündigung   | Saalkirche mit Satteldach, eingezogenem Polygonalchor, nördlich angebautem Seitenschiff und nördlichem Chorflankenturm mit Spitzhelm, Langhaus und Chor mit Flachdecke über Hohlkehle, Chor und Turm ab 1409, Barockisierung und Anbau des Seitenschiffs um 1700; mit Ausstattung | D-1-86-128-3 Wikidata  | weitere Bilder                                |
| Marktplatz 1 (Standort)        | Ehemals Schulhaus, jetzt Rathaus              | zweigeschossiger, verputzter Eckbau mit Walmdach und flachem Mittelrisalit mit neugotischem, zinnenbekröntem Zwerchgiebel und Glockentürmchen, 1825, Zwerchgiebel Ende 19. Jahrhundert                                                                                            | D-1-86-128-17 Wikidata | Ehemals Schulhaus, jetzt Rathaus              |
| Marktplatz 3 (Standort)        | Apotheke                                      | zweigeschossiger, giebelständiger Satteldachbau mit gesprengtem Giebel und Putzgliederung, nach Mitte 19. Jahrhundert | D-1-86-128-19 Wikidata | BW                                            |
| Marktplatz 5 (Standort)        | Bürgerhaus                                    | zweigeschossiger, giebelständiger Satteldachbau mit barockisierendem Putzdekor, nach 1900 | D-1-86-128-21 Wikidata | BW                                            |
| Marktplatz 10 (Standort)       | Bürgerhaus                                    | zweigeschossiger, giebelständiger Satteldachbau mit Erker und Stuckdekor, 19./20. Jahrhundert | D-1-86-128-23 Wikidata | weitere Bilder                                |
| Marktplatz 13 (Standort)       | Ehemals Gasthof                               | zweigeschossiger, verputzter Eckbau mit Walmdach und profilierten Gesimsen, um 1840 | D-1-86-128-25 Wikidata | BW                                            |
| Metzgerbräustraße 2 (Standort) | Ehemals Wohnhaus im Villenstil, jetzt Gasthof | zweigeschossiger Eckbau mit flachem Walmdach, Mezzaningeschoss und Erkerturm mit gekapptem Zeltdach, um 1900 | D-1-86-128-80 Wikidata | Ehemals Wohnhaus im Villenstil, jetzt Gasthof |
| Metzgerbräustraße 4 (Standort) | Landhaus                                      | zweigeschossiger, verputzter Walmdachbau mit zinnenbesetztem Treppengiebel und vorspringendem Anbau, Heimatstil mit spätneugotischen Elementen, um 1900; Einfriedung, verputzte Steinmauer mit Pfeilern und Eisenzaunteilen, gleichzeitig                                         | D-1-86-128-27 Wikidata | BW                                            |
| Neuburger Straße 2 (Standort)  | Wohn- und Geschäftshaus                       | zweigeschossiger, giebelständiger Eckbau mit Treppengiebel und polygonalem Eckerker, im Kern 17./18. Jahrhundert mit Treppengiebel und gerundetem Eckerker, 16./17. Jahrhundert;                                                                                                  | D-1-86-128-29 Wikidata | Wohn- und Geschäftshaus                       |
| Neuburger Straße 3 (Standort)  | Ehemaliges Brauhaus                           | dreigeschossiger, unverputzter Backsteinbau mit Satteldach und Fassadengliederung, bezeichnet 1903 | D-1-86-128-30          | BW                                            |
| Unterer Markt 2 (Standort)     | Gasthof                                       | zweigeschossiger, verputzter Eckbau mit Walmdach, spätes 18. Jahrhundert; Nebengebäude, südlich anschließend, verputzter Satteldachbau, gleichzeitig | D-1-86-128-33 Wikidata | BW                                            |
| Unterer Markt 4 (Standort)     | Bürgerhaus                                    | zweigeschossiger, giebelständiger Satteldachbau mit Treppengiebel und flachem Bodenerker, noch 16. Jahrhundert, Fassadenmalerei nach Befund des 18. Jahrhunderts restauriert | D-1-86-128-35 Wikidata | BW                                            |
| Unterer Markt 16 (Standort)    | Bürgerhaus                                    | traufseitiger zweigeschossiger Satteldachbau, 2. Viertel 19. Jahrhundert | D-1-86-128-37 Wikidata | BW                                            |
| Vormarkt 6 (Standort)          | Bauernhaus                                    | erdgeschossiger, traufseitiger Mittertennbau mit Satteldach und angehobener Traufe am Tor, Mitte 19. Jahrhundert | D-1-86-128-39 Wikidata | BW                                            |

### Freinhausen
| Lage                                                                               | Objekt                                  | Beschreibung | Akten-Nr.              | Bild |
| ---------------------------------------------------------------------------------- | --------------------------------------- | --- | ---------------------- | --- |
| Adelshausener Straße 5, 7 (am Nordwestende der ehemaligen Schlossmauer) (Standort) | Wegkapelle                              | verputzter Satteldachbau mit Dreiseitschluss, innen Kreuzrippengewölbe und Lourdesgrotte, 18./19. Jahrhundert | D-1-86-128-52 Wikidata | [[Vorlage:Bilderwunsch/code!/C:48.62898,11.43087!/D:Adelshausener Straße 5, 7 (am Nordwestende der ehemaligen Schlossmauer), Wegkapelle!/\|BW]] |
| Adelshausener Straße 7 (Standort)                                                  | Nordzug der ehemaligen Schlossmauer     | verputzt mit Torpfeilern und durchbrochenen Backsteinfeldern, 18. Jahrhundert | D-1-86-128-51 Wikidata | weitere Bilder |
| Adelshausener Straße 12 (Standort)                                                 | Katholische Pfarrkirche Sankt Sebastian | Saalkirche mit Steilsatteldach, eingezogenem Polygonalchor und südlichem Chorflankenturm mit Blendengliederung und hohem Zeltdach, Langhaus mit Flachdecke über Hohlkehle und zweijochiger Chor mit Stichkappentonne, Chor 15. Jahrhundert, Langhaus 18. Jahrhundert, im 19./20. Jahrhundert mehrmals renoviert und nach Westen verlängert; mit Ausstattung | D-1-86-128-49 Wikidata | weitere Bilder |
| Adelshausener Straße 32 (Standort)                                                 | Hakenhof                                | Ehemals Wohnstallhaus, erdgeschossiger, giebelständiger Satteldachbau, Mitte 19. Jahrhundert, wohl 1906 erneuert; Stadel, quer angebaut, traufseitiger Greddachbau, wohl 1888 | D-1-86-128-53 Wikidata | BW |
| Mühlanger (bei der Freinhauser Mühle) (Standort)                                   | Kapelle                                 | verputzter Satteldachbau mit Ecklisenen und Ädikulaportal, auf Gedenktafel bezeichnet 1818; mit Ausstattung | D-1-86-128-56 Wikidata | [[Vorlage:Bilderwunsch/code!/C:48.62847,11.44057!/D:Mühlanger (bei der Freinhauser Mühle), Kapelle!/\|BW]]                                      |

### Deimhausen
| Lage                     | Objekt                                  | Beschreibung | Akten-Nr.              | Bild |
| ------------------------ | --------------------------------------- | --- | ---------------------- | ---- |
| Kirchberg 5 (Standort)   | Katholische Pfarrkirche Sankt Pantaleon | Saalkirche mit Satteldach, eingezogenem Polygonalchor und nördlichem Chorflankenturm mit Steilsatteldach, Langhaus und Chor flachgedeckt über Hohlkehle, im Kern 13. Jahrhundert, Turm wohl 15. Jahrhundert, Chor und Langhaus 1866/67; mit Ausstattung | D-1-86-128-41 Wikidata | BW   |
| Salvatoräcker (Standort) | Feldkapelle                             | verputzter Satteldachbau mit kreuzgratgewölbtem Raum, 2. Hälfte 19. Jahrhundert; mit Ausstattung; 600 m südwestlich vom Ort | D-1-86-128-43 Wikidata | BW   |
| Talstraße 21 (Standort)  | Pfarrhaus                               | zweigeschossiger, traufseitiger Satteldachbau mit Putzdekor und südlichem Schweifgiebel, bezeichnet 1791 | D-1-86-128-42 Wikidata | BW   |

### Klosterberg
| Lage                             | Objekt                                                         | Beschreibung | Akten-Nr.              | Bild           |
| -------------------------------- | -------------------------------------------------------------- | --- | ---------------------- | -------------- |
| Nähe Kirchenweg (Standort)       | Stiegenkapelle                                                 | Doppelkapelle, verputzter Walmdachbau mit Pilastergliederung und zwei Frontispizen, klassizistisch, bezeichnet 1824; mit Ausstattung | D-1-86-128-82 Wikidata | BW             |
| Nähe Neuburger Straße (Standort) | Wegkapelle                                                     | verputzter Satteldachbau mit offenem Vorbau und angeschweiftem Spitzgiebel, 18. Jahrhundert; an der Straße nach Hohenwart | D-1-86-128-62 Wikidata | BW             |
| Nähe Neuburger Straße (Standort) | Katholische Friedhofskapelle                                   | verputzter Satteldachbau mit eingezogenem Dreiseitchor und Giebelfront mit getreppter Blende und spitzbehelmtem Dachreiter, 1868; Friedhofsmauer, verputzt mit Blendgliederung, 2. Hälfte 19. Jahrhundert | D-1-86-128-60 Wikidata | BW             |
| Richildisstraße 11 (Standort)    | Pfarrhaus                                                      | zweigeschossiger, giebelständiger Steilsatteldachbau mit Scheitelzinne, Anfang 18. Jahrhundert; Einfriedung, verputzte Steinmauer, wohl 18./19. Jahrhundert | D-1-86-128-63 Wikidata | Pfarrhaus      |
| Richildisstraße 13 (Standort)    | Ehemals Benediktinerinnenkloster, seit 1875 Taubstummenanstalt | dreigeschossige Vierflügelanlage mit Walmdach um ehemals Kreuzgang mit Stichkappentonnen und Kreuzgratgewölben, im Südflügel ehemals Apotheke mit stuckierten Decken über Hohlkehle, am Ostflügel angebaute Richildiskapelle, dreiseitig geschlossener Raum mit Stichkappentonne, im nordwestlichen Teil sogenannte Peterskapelle, kreuzgratgewölbter Einstützenraum, Gesamtanlage im Kern barock, 17./18. Jahrhundert, Kreuzgang im Kern älter, Peterskapelle um 1230/40, Richildiskapelle 1688, ehemals Apotheke um 1720/30, Klostertrakte nach Brand 1895 wiederaufgebaut und im 20. Jahrhundert modern ausgebaut und erweitert | D-1-86-128-58 Wikidata | weitere Bilder |
| Richildisstraße 15 (Standort)    | Katholische Pfarrkirche Sankt Georg                            | Wandpfeilerkirche mit Satteldach, leicht eingezogenem, halbrund geschlossenem Chor und südwestlich ans Langhaus angebautem Turm mit oktogonalem Aufsatz und laternenbekrönter Haube, Langhaus mit Stichkappentonne, Seitenkapellen mit Quertonnengewölben, neubarock, von Joseph Anton Müller unter Beteiligung von Friedrich von Thiersch, 1899–1903; mit Ausstattung | D-1-86-128-59 Wikidata | weitere Bilder |

### Lindach
| Lage                  | Objekt                               | Beschreibung | Akten-Nr.              | Bild |
| --------------------- | ------------------------------------ | --- | ---------------------- | ---- |
| Bergleite (Standort)  | Heiligenhäuschen                     | verputzter Satteldachbau mit seitlicher Blendengliederung und vergitterter Bildnische, 19. Jahrhundert; südwestlich an der Straße Thierham-Tegernbach | D-1-86-128-68 Wikidata | BW   |
| Lindach 10 (Standort) | Katholische Pfarrkirche Sankt Ulrich | Saalkirche mit Satteldach, eingezogenem Rechteckchor und nördlichem Chorflankenturm mit steilem Treppengiebel, Langhaus und Chor flachgedeckt, im Kern 13. und 15. Jahrhundert, Verlängerung nach Westen 1854; mit Ausstattung; Nördlicher Zug der Friedhofsmauer, verputzt mit Strebepfeilern, 17./18. Jahrhundert | D-1-86-128-65 Wikidata | BW   |
| Lindach 14 (Standort) | Ehemals Pfarrhaus                    | traufständiger, zweigeschossiger Steilsatteldachbau mit profiliertem Traufgesims, um 1705 | D-1-86-128-67 Wikidata | BW   |
| Lindach 15 (Standort) | Ehemals Schulhaus                    | erdgeschossiger, traufseitiger Halbwalmdachbau auf hohem Sockelgeschoss mit Zwerchhaus und Vortreppe, in Heimat- und Jugendstilformen, um 1915 | D-1-86-128-81 Wikidata | BW   |

### Weichenried
| Lage                       | Objekt                             | Beschreibung | Akten-Nr.              | Bild |
| -------------------------- | ---------------------------------- | --- | ---------------------- | ---- |
| Dorfstraße 21 (Standort)   | Pfarrhaus                          | zweigeschossiger, traufseitiger Steilsatteldachbau mit westlichem Anbau mit gestufter Giebelblende, 1. Hälfte 18. Jahrhundert, Anbau um 1900                                                           | D-1-86-128-78 Wikidata | BW   |
| Dorfstraße 23 (Standort)   | Katholische Pfarrkirche Sankt Anna | Saalkirche mit Satteldach, dreiseitigem Chorschluss und nördlichem Turm mit steilem Treppengiebel, Innenraum flachgedeckt mit Rahmenstuck, 1691 über gotischem Kern, umgestaltet 1861; mit Ausstattung | D-1-86-128-77 Wikidata | BW   |
| Nähe Dorfstraße (Standort) | Wegkapelle                         | verputzter Satteldachbau mit Dreiseitschluss, 19. Jahrhundert | D-1-86-128-79 Wikidata | BW   |

### Weitere Ortsteile
| Lage                                              | Objekt | Beschreibung | Akten-Nr.              | Bild           |
| ------------------------------------------------- | --- | --- | ---------------------- | -------------- |
| Beuern Von Deimhausen nach Freinhausen (Standort) | Bildstock | Pfeiler mit Gesimsgliederung, mehreren Heiligennischen und kleinem Satteldach, 18./19. Jahrhundert; mit Ausstattung; östlich des Hofes, zwischen vier Eschen | D-1-86-128-40 Wikidata | BW             |
| Englmannsberg Englmannsberg 1 (Standort)          | Ehemals Schlossgut, Vierseithof                                                                               | Gutshaus, zweigeschossiger Mansardhalbwalmdachbau mit südlichem Eingangsvorbau, im Kern wohl spätmittelalterlich, 18. Jahrhundert, Umbau 1922; Ökonomiegebäude, dreiseitig um einen rechteckigen Innenhof angeordnet, erdgeschossige, massive Satteldachbauten, teils mit verbrettertem und durchfenstertem Kniestock, Westtrakt im Kern 15./16. Jahrhundert, Renovierung 1828, Umbauten und Erneuerungen Mitte 19. Jahrhundert und 20. Jahrhundert | D-1-86-128-45 Wikidata | BW             |
| Englmannsberg Kirchenbreite (Standort)            | Katholische Gutskapelle Sankt Willibald                                                                       | oktogonaler Zentralbau mit südlichem Eingangsturm mit Zeltdach und nördlichem Sakristeianbau, Innenraum mit flachem Kuppelgewölbe, 1834; mit Ausstattung | D-1-86-128-44 Wikidata | BW             |
| Englmannszell Englmannszell 3 (Standort)          | Katholische Filialkirche Sankt Johannes der Täufer                                                            | Saalkirche mit Walmdach, leicht eingezogenem Polygonalchor und nördlichem Chorflankenturm mit oktogonalem Obergeschoss und Zwiebelhaube, Langhaus mit Flachdecke über Hohlkehle und Chor mit Netzgewölbe, Chor und Turmunterbau um 1500, Turmoktogon und -haube frühes 18. Jahrhundert, Langhaus wohl 1761; mit Ausstattung; Ehemalige Kirchhofmauer, Backstein, teilweise verputzt, wohl 18./19. Jahrhundert                                       | D-1-86-128-46 Wikidata | BW             |
| Eulenried Ortsstraße 15 (Standort)                | Wohnteil eines ehemaligen Kleinbauernhauses                                                                   | erdgeschossiger, traufseitiger Steilsatteldachbau, Mitte 19. Jahrhundert | D-1-86-128-48 Wikidata | BW             |
| Eulenried Ortsstraße 17 (Standort)                | Katholische Filialkirche Sankt Stephanus                                                                      | Ehemalige Chorturmkirche mit Steilsatteldach, eingezogenem Rechteckchor und Giebeldachreiter mit Spitzhelm, flachgedecktes Langhaus und Chor mit Kreuzrippengewölbe, Chor 14. Jahrhundert, Langhaus 1727, Chorturm 1912 bis auf Chor abgetragen, Dachreiter modern; mit Ausstattung | D-1-86-128-47          | BW             |
| Hardt Hardt 5 (Standort)                          | Bildstock | kleiner, verputzter Massivbau mit Flachsatteldach und vergitterter Figurennische, wohl 1. Hälfte 19. Jahrhundert; am nordöstlichen Ortsende | D-1-86-128-57 Wikidata | BW             |
| Hochstattmühle Hochstattmühle 1 (Standort)        | Hauptbau der ehemaligen Hochstattmühle                                                                        | zweigeschossiger, giebelständiger Satteldachbau mit Gurtgesims, Ende 18. Jahrhundert | D-1-86-128-1 Wikidata  | BW             |
| Hochstattmühle Nähe Hochstattmühle (Standort)     | Heiligenhäuschen                                                                                              | Heiligenhäuschen, verputzter Massivbau mit Satteldach und vergitterter Bildnische, Ende 17./ Anfang 18. Jahrhundert; nahe der ehemals Hochstattmühle. | D-1-86-128-2 Wikidata  | BW             |
| Koppenbach Blütenstraße 64 (Standort)             | Ortskapelle                                                                                                   | verputzter Satteldachbau mit leicht eingezogenem Chor mit Dreiseitschluss und Giebeldachreiter mit Spitzhelm, Innenraum flachgedeckt, 2. Hälfte 19. Jahrhundert; mit Ausstattung | D-1-86-128-64 Wikidata | BW             |
| Loch In der Flur Loch (Standort)                  | Ortskapelle                                                                                                   | Satteldachbau mit Putzgliederung, dreiseitigem Schluss und Giebeldachreiter mit Spitzhelm, 1895; mit Ausstattung | D-1-86-128-69 Wikidata | BW             |
| Loch Loch 14 (Standort)                           | Wohnhaus | erdgeschossiger Mansard-Halbwalmdachbau mit Zwerchhäusern an den Traufseiten, wohl 1. Drittel 19. Jahrhundert | D-1-86-128-70 Wikidata | BW             |
| Merxmühle Merxmühle 1 (Standort)                  | Hauptgebäude der ehemaligen Mühle                                                                             | zweigeschossiger, traufseitiger Wohnstallbau mit Satteldach und Putzbänderung an der Giebelseite, bezeichnet 1802 | D-1-86-128-71 Wikidata | BW             |
| Merxmühle Zeller Tratl (Standort)                 | Kapelle | verputzter Satteldachbau, 1. Hälfte 19. Jahrhundert; zur Merxmühle gehörig, ca. 100 m nördlich an der Paar | D-1-86-128-72 Wikidata | BW             |
| Schlott In Schlott (Standort)                     | Wegkapelle | verputzter Satteldachbau mit Dreiseitschluss und schmalem Giebeldachreiter, 2. Hälfte 19. Jahrhundert | D-1-86-128-73 Wikidata | BW             |
| Steinerskirchen In Steinerskirchen (Standort)     | Pfarr- und Wallfahrtskirche Mariä Verkündigung, ehemals Sankt Michael, Klosterkirche der Herz-Jesu-Missionare | Saalkirche mit Satteldach, eingezogenem Polygonalchor mit aufgesetztem Turm mit oktogonalem Obergeschoss und Zwiebelhaube, Langhaus mit Flachdecke über Hohlkehle, Chor mit rekonstruiertem Netzgewölbe, im Kern gotisch, um 1485, Turmaufbau barock; mit Ausstattung | D-1-86-128-74          | weitere Bilder |
| Thierham Ziegelstraße 5 (Standort)                | Katholische Ortskapelle                                                                                       | verputzter Satteldachbau mit Dreiseitschluss, geschweifter Giebelfront und Giebeldachreiter mit Zwiebelhaube, neubarock, 1905; mit Ausstattung | D-1-86-128-75 Wikidata | BW             |

## Ehemalige Baudenkmäler
In diesem Abschnitt sind Objekte aufgeführt, die früher einmal in der Denkmalliste eingetragen waren, jetzt aber nicht mehr. Objekte, die in anderem Zusammenhang also z. B. als Teil eines Baudenkmals weiter eingetragen sind, sollen hier nicht aufgeführt werden. Aktennummern in diesem Abschnitt sind ehemalige, jetzt nicht mehr gültige Aktennummern.

| Lage                                         | Objekt           | Beschreibung | Akten-Nr.                | Bild |
| -------------------------------------------- | ---------------- | --- | ------------------------ | ---- |
| Freinhausen Hohenwarter Straße 22 (Standort) | Kleiner Hakenhof | eingeschossiges Wohnstallhaus mit Kastengesims und alten Fenstern, quer stehender Stadel, 1. Hälfte 19. Jahrhundert | D-1-86-128-54 ? Wikidata | BW   |
| Freinhausen Ingolstädter Straße 2 (Standort) | Kleinbauernhaus  | mit getreppten Giebelschultern und alten Fenstern, im Giebel altes Fresko, Ende 18. Jahrhundert                     | D-1-86-128-55 ? Wikidata | BW   |